# Guido Lombardi
Guido Lombardi (Napoli, 31 maggio 1975) è un regista cinematografico, sceneggiatore e romanziere italiano.

## Biografia
Collabora con diversi registi tra cui Abel Ferrara.
Il suo esordio nel cinema avviene nel 2009 firmando con altri ventitré registi (fra cui Paolo Sorrentino, Mario Martone) il docufilm Napoli 24.
Nel 2010, gira il cortometraggio Vomero Travel, mentre nel 2011 esordisce nel suo primo lungometraggio, Là-bas - Educazione criminale, un film che denuncia lo sfruttamento degli immigrati africani da parte della Camorra. La pellicola, presentata alla XXVI Settimana internazionale della critica della Mostra del Cinema di Venezia, ottiene il Leone del futuro - Premio Venezia opera prima "Luigi De Laurentiis".
Nel 2014 esce nelle sale Take Five che  porta in concorso al Festival del Film di Roma.

## Filmografia

### Regista e sceneggiatore
- Vomero Travel - cortometraggio (2010)
- Oggi sposi, episodio del film Napoli 24 - documentario (2010)
- Là-bas - Educazione criminale (2011)
- Un episodio di Venice 70: Future Reloaded (2013)
- Take Five (2013)
- Nina e Yoyo, episodio del film Vieni a vivere a Napoli (2016)
- Il ladro di giorni (2019)

## Videoclip
- Nu Genea - Marechià (2021)

## Opere
- Gaetano Di Vaio e Guido Lombardi, Non mi avrete mai, Einaudi Stile Libero, 2013
- Guido Lombardi e Salvatore Striano, Teste matte, Chiarelettere, 2015
- Il ladro di giorni, Feltrinelli, 2019

## Premi e riconoscimenti
- 2021 - Nastro d'argento[2]

Candidatura a migliore soggetto - Rosa pietra stella